# Kaňovice, Frýdek-Místek
Kaňovice là một làng thuộc huyện Frýdek-Místek, vùng Moravskoslezský, Cộng hòa Séc.